# صالح قايد صالح الشرجي
صالح قايد صالح الشرجي برلماني يمني، عضو في مجلس النواب، عضو لجنة الدفاع والأمن، عن الدورة البرلمانية 2003-2009 والكتلة البرلمانية لنواب حزب المؤتمر الشعبي العام عن الدائرة الانتخابية رقم (300) بمحافظة الضالع. من مواليد 1961، بني الشرجبي، عزلة الاعشور، مديرية قعطبة محافظة الضالع. حاصل على شهادة علوم عسكرية.

## فترة المجلس
باتفاق عرف بأسم «إتفاق فبراير» مُددت فترة المجلس لمدة عامين، وبقيام ثورة الشباب اليمنية لم تُجرَ الانتخابات، وبحسب إتفاق المبادرة الخليجية مُددت عامين آخرين حتى 2013. ولكن نظراً للأزمة السياسية المستمرة منذ ذلك العام واندلاع الحرب القائمة منذ 2015 لم يتسنى انتخاب مجلس نواب جديد، ولا تزال الشرعية متجسدة في المجلس المنتخب عام 2003 حتى اليوم.